# Grand Prix automobile de Bahreïn 2017
GP précédent GP suivant
Le Grand Prix automobile de Bahreïn 2017 (2017 Formula 1 Gulf Air Bahrain Grand Prix), disputé le 16 avril 2017 sur le circuit international de Sakhir à Sakhir, est la 959e épreuve du championnat du monde de Formule 1 courue depuis 1950 et la troisième manche championnat 2017. À Sakhir, la deuxième séance d'essais libres, les qualifications et la course se disputent de nuit.
Pour son 80e départ en Formule 1, son troisième au sein de Mercedes Grand Prix, Valtteri Bottas réalise la première pole position de sa carrière. Lors de sa dernière tentative, dans la troisième phase des qualifications, et grâce notamment à un premier secteur de circuit particulièrement bien négocié, il devance son coéquipier Lewis Hamilton de 23 millièmes de seconde. Sebastian Vettel se place en deuxième ligne, à presque une demi-seconde de la Flèche d'Argent de tête, aux côtés de Daniel Ricciardo, quatrième ; leurs coéquipiers Kimi Räikkönen et Max Verstappen occupent la troisième ligne. Comme une semaine plus tôt, en Chine, Nico Hülkenberg est septième au volant de la Renault R.S.17 ; pour la première fois de la saison, les deux Renault atteignent la Q3, Jolyon Palmer se qualifiant dixième derrière Felipe Massa et Romain Grosjean.
Grâce à une stratégie optimale et un excellent rythme, Sebastian Vettel remporte sa deuxième victoire en trois Grands Prix cette saison, la quarante-quatrième de sa carrière et le 226e succès de la Scuderia Ferrari. L'Allemand devance Lewis Hamilton dès le premier virage et prend le sillage de Valtteri Bottas durant les onze premiers tours. Il rentre le premier au stand pour chausser des pneus super tendres, en ressort douzième et entame alors sa remontée quand, au 13e tour, Lance Stroll est percuté par Carlos Sainz Jr., ce qui provoque la sortie de la voiture de sécurité. Alors que tous les pilotes passent par les stands, Vettel, qui l'a déjà fait, se retrouve en tête, et résiste à une attaque de Bottas à la relance. Bénéficiant ensuite du bon rythme de course de sa SF70H, il ne laisse les commandes qu'à Hamilton à l'occasion de son second arrêt. Ce dernier doit observer une pénalité de cinq secondes au stand au 41e tour, pour avoir ralenti Daniel Ricciardo à l'entrée de la voie des stands lors de la vague d'arrêts. Il revient en fin de course sur le leader en établissant le meilleur tour au 46e passage et termine finalement deuxième, à 6 secondes. En retrait par rapport à son coéquipier qu'il doit laisser passer à deux reprises durant l'épreuve, Bottas finit troisième, juste devant Kimi Räikkönen. Ricciardo, devancé au départ par son coéquipier Max Verstappen (qui abandonne sur problème de freins au onzième tour), passe la ligne d'arrivée en cinquième position, devant Felipe Massa, Sergio Pérez, remonté de la dix-huitième place sur la grille, et Romain Grosjean qui marque ses premiers points de la saison, comme Nico Hülkenberg, neuvième. Esteban Ocon prend le point de la dixième place pour la troisième fois de suite. Les dix premiers finissent dans le même tour que le vainqueur. 
Avec 68 points, Vettel mène le championnat devant Hamilton (61 points) ; suivent Bottas (38 points), Räikkönen (34 points), Verstappen (25 points) et Ricciardo (22 points). Ferrari, avec 102 points, reprend la tête du championnat, devant Mercedes (99 points) et Red Bull Racing (47 points) ; suivent Force India (17 points), Williams (16 points), Scuderia Toro Rosso (12 points), Haas (8 points) et Renault (2 points).

### Grille de départ du Grand Prix

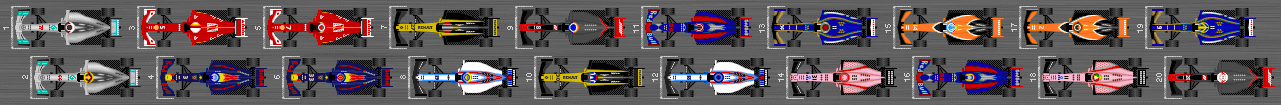
La grille de qualification et de départ du Grand Prix de Bahreïn 2017.

## Pneus disponibles
| Pneus pour piste sèche | Pneus pour piste sèche | Pneus pour piste sèche | Pneus pluie    | Pneus pluie |
| ---------------------- | ---------------------- | ---------------------- | -------------- | ----------- |
| Super tendres          | Tendres                | Médiums                | Intermédiaires | Pluie       |

## Essais libres

### Première séance, le vendredi de 14 h à 15 h 30
| Pos. | Pilote           | Voiture              | Chrono         | Écart     |
| ---- | ---------------- | -------------------- | -------------- | --------- |
| 1    | Sebastian Vettel | Ferrari              | 1 min 32 s 697 |           |
| 2    | Daniel Ricciardo | Red Bull-TAG Heuer   | 1 min 33 s 097 | + 0 s 400 |
| 3    | Max Verstappen   | Red Bull-TAG Heuer   | 1 min 33 s 556 | + 0 s 869 |
| 4    | Sergio Pérez     | Force India-Mercedes | 1 min 34 s 095 | + 1 s 398 |
| 5    | Felipe Massa     | Williams-Mercedes    | 1 min 34 s 246 | + 1 s 549 |
| 6    | Lance Stroll     | Williams-Mercedes    | 1 min 34 s 322 | + 1 s 625 |

### Deuxième séance, le vendredi de 18 h à 19 h 30
| Pos. | Pilote           | Voiture            | Chrono         | Écart     |
| ---- | ---------------- | ------------------ | -------------- | --------- |
| 1    | Sebastian Vettel | Ferrari            | 1 min 31 s 310 |           |
| 2    | Valtteri Bottas  | Mercedes           | 1 min 31 s 351 | + 0 s 041 |
| 3    | Daniel Ricciardo | Red Bull-TAG Heuer | 1 min 31 s 376 | + 0 s 066 |
| 4    | Kimi Räikkönen   | Ferrari            | 1 min 31 s 478 | + 0 s 168 |
| 5    | Lewis Hamilton   | Mercedes           | 1 min 31 s 594 | + 0 s 284 |
| 6    | Nico Hülkenberg  | Renault            | 1 min 31 s 883 | + 0 s 573 |

### Troisième séance, le samedi de 15 h à 16 h
| Pos. | Pilote           | Voiture            | Chrono         | Écart     |
| ---- | ---------------- | ------------------ | -------------- | --------- |
| 1    | Max Verstappen   | Red Bull-TAG Heuer | 1 min 32 s 194 |           |
| 2    | Lewis Hamilton   | Mercedes           | 1 min 32 s 304 | + 0 s 110 |
| 3    | Sebastian Vettel | Ferrari            | 1 min 32 s 750 | + 0 s 556 |
| 4    | Valtteri Bottas  | Mercedes           | 1 min 32 s 754 | + 0 s 560 |
| 5    | Kimi Räikkönen   | Ferrari            | 1 min 32 s 785 | + 0 s 591 |
| 6    | Felipe Massa     | Williams-Mercedes  | 1 min 32 s 801 | + 0 s 607 |

## Séances de qualifications

### Résultats des qualifications
| Pos.                                                                                      | Pilote            | Écurie               | Qualifications 1 | Qualifications 2 | Qualifications 3 |
| ----------------------------------------------------------------------------------------- | ----------------- | -------------------- | ---------------- | ---------------- | ---------------- |
| 1                                                                                         | Valtteri Bottas   | Mercedes             | 1 min 31 s 041   | 1 min 29 s 555   | 1 min 28 s 769   |
| 2                                                                                         | Lewis Hamilton    | Mercedes             | 1 min 30 s 814   | 1 min 29 s 535   | 1 min 28 s 792   |
| 3                                                                                         | Sebastian Vettel  | Ferrari              | 1 min 31 s 037   | 1 min 29 s 596   | 1 min 29 s 247   |
| 4                                                                                         | Daniel Ricciardo  | Red Bull-TAG Heuer   | 1 min 31 s 667   | 1 min 30 s 497   | 1 min 29 s 545   |
| 5                                                                                         | Kimi Räikkönen    | Ferrari              | 1 min 30 s 988   | 1 min 29 s 843   | 1 min 29 s 567   |
| 6                                                                                         | Max Verstappen    | Red Bull-TAG Heuer   | 1 min 30 s 904   | 1 min 30 s 307   | 1 min 29 s 687   |
| 7                                                                                         | Nico Hülkenberg   | Renault              | 1 min 31 s 057   | 1 min 30 s 169   | 1 min 29 s 842   |
| 8                                                                                         | Felipe Massa      | Williams-Mercedes    | 1 min 31 s 373   | 1 min 30 s 677   | 1 min 30 s 074   |
| 9                                                                                         | Romain Grosjean   | Haas-Ferrari         | 1 min 31 s 691   | 1 min 30 s 857   | 1 min 30 s 763   |
| 10                                                                                        | Jolyon Palmer     | Renault              | 1 min 31 s 458   | 1 min 30 s 899   | 1 min 31 s 074   |
| 11                                                                                        | Daniil Kvyat      | Toro Rosso-Renault   | 1 min 31 s 531   | 1 min 30 s 923   |                  |
| 12                                                                                        | Lance Stroll      | Williams-Mercedes    | 1 min 31 s 748   | 1 min 31 s 168   |                  |
| 13                                                                                        | Pascal Wehrlein   | Sauber-Ferrari       | 1 min 31 s 995   | 1 min 31 s 414   |                  |
| 14                                                                                        | Esteban Ocon      | Force India-Mercedes | 1 min 31 s 774   | 1 min 31 s 684   |                  |
| 15                                                                                        | Fernando Alonso   | McLaren-Honda        | 1 min 32 s 054   | Pas de temps     |                  |
| 16                                                                                        | Carlos Sainz Jr.  | Toro Rosso-Renault   | 1 min 32 s 118   |                  |                  |
| 17                                                                                        | Stoffel Vandoorne | McLaren-Honda        | 1 min 32 s 313   |                  |                  |
| 18                                                                                        | Sergio Pérez      | Force India-Mercedes | 1 min 32 s 318   |                  |                  |
| 19                                                                                        | Marcus Ericsson   | Sauber-Ferrari       | 1 min 32 s 543   |                  |                  |
| 20                                                                                        | Kevin Magnussen   | Haas-Ferrari         | 1 min 32 s 900   |                  |                  |
| Temps minimal à réaliser pour la qualification : 1 min 37 s 171 (107 % de 1 min 30 s 814) |                   |                      |                  |                  |                  |

## Course

### Classement de la course
| Pos. | no | Pilote            | Écurie               | Tours | Temps/Abandon                                             | Grille | Points |
| ---- | -- | ----------------- | -------------------- | ----- | --------------------------------------------------------- | ------ | ------ |
| 1    | 5  | Sebastian Vettel  | Ferrari              | 57    | 1 h 33 min 53 s 374 (196,979 km/h)                        | 3      | 25     |
| 2    | 44 | Lewis Hamilton    | Mercedes             | 57    | + 6 s 660 (dont 5 secondes de pénalité purgées en course) | 2      | 18     |
| 3    | 77 | Valtteri Bottas   | Mercedes             | 57    | + 20 s 397                                                | 1      | 15     |
| 4    | 7  | Kimi Räikkönen    | Ferrari              | 57    | + 22 s 475                                                | 5      | 12     |
| 5    | 3  | Daniel Ricciardo  | Red Bull-TAG Heuer   | 57    | + 39 s 346                                                | 4      | 10     |
| 6    | 19 | Felipe Massa      | Williams-Mercedes    | 57    | + 54 s 326                                                | 8      | 8      |
| 7    | 11 | Sergio Pérez      | Force India-Mercedes | 57    | + 1 min 02 s 606                                          | 18     | 6      |
| 8    | 8  | Romain Grosjean   | Haas-Ferrari         | 57    | + 1 min 14 s 865                                          | 9      | 4      |
| 9    | 27 | Nico Hülkenberg   | Renault              | 57    | + 1 min 20 s 188                                          | 7      | 2      |
| 10   | 31 | Esteban Ocon      | Force India-Mercedes | 57    | + 1 min 35 s 711                                          | 14     | 1      |
| 11   | 94 | Pascal Wehrlein   | Sauber-Ferrari       | 56    | + 1 tour                                                  | 13     |        |
| 12   | 26 | Daniil Kvyat      | Toro Rosso-Renault   | 56    | + 1 tour                                                  | 11     |        |
| 13   | 30 | Jolyon Palmer     | Renault              | 56    | + 1 tour                                                  | 10     |        |
| 14   | 14 | Fernando Alonso   | McLaren-Honda        | 54    | Moteur                                                    | 15     |        |
| Abd. | 9  | Marcus Ericsson   | Sauber-Ferrari       | 50    | Boîte de vitesses                                         | 19     |        |
| Abd. | 55 | Carlos Sainz Jr.  | Toro Rosso-Renault   | 12    | Accrochage avec Lance Stroll                              | 16     |        |
| Abd. | 18 | Lance Stroll      | Williams-Mercedes    | 12    | Accrochage avec Carlos Sainz                              | 12     |        |
| Abd. | 33 | Max Verstappen    | Red Bull-TAG Heuer   | 11    | Freins                                                    | 6      |        |
| Abd. | 20 | Kevin Magnussen   | Haas-Ferrari         | 8     | Électronique                                              | 20     |        |
| Np.  | 2  | Stoffel Vandoorne | McLaren-Honda        | 0     | Moteur                                                    | (17)   |        |

### Pole position et record du tour
- Pole position :  Valtteri Bottas (Mercedes) en 1 min 32 s 798 (209,482 km/h)[6].
- Meilleur tour en course :  Lewis Hamilton (Mercedes) en 1 min 35 s 378 (209,753 km/h) au quarante-sixième tour[7].

### Tours en tête
- Valtteri Bottas : 13 tours (1-13)[8]
- Sebastian Vettel : 36 tours (14-33 / 42-57)
- Lewis Hamilton : 8 tours (34-41)

## Classements généraux à l'issue de la course
| Pos. | Pilote           | Écurie               | Points |
| ---- | ---------------- | -------------------- | ------ |
| 1    | Sebastian Vettel | Ferrari              | 68     |
| 2    | Lewis Hamilton   | Mercedes             | 61     |
| 3    | Valtteri Bottas  | Mercedes             | 38     |
| 4    | Kimi Räikkönen   | Ferrari              | 34     |
| 5    | Max Verstappen   | Red Bull-TAG Heuer   | 25     |
| 6    | Daniel Ricciardo | Red Bull-TAG Heuer   | 22     |
| 7    | Felipe Massa     | Williams-Mercedes    | 16     |
| 8    | Sergio Pérez     | Force India-Mercedes | 14     |
| 9    | Carlos Sainz Jr. | Toro Rosso-Renault   | 10     |
| 10   | Romain Grosjean  | Haas-Ferrari         | 4      |
| 11   | Kevin Magnussen  | Haas-Ferrari         | 4      |
| 12   | Esteban Ocon     | Force India-Mercedes | 3      |
| 13   | Nico Hülkenberg  | Renault              | 2      |
| 14   | Daniil Kvyat     | Toro Rosso-Renault   | 2      |

| Pos. | Écurie               | Points |
| ---- | -------------------- | ------ |
| 1    | Ferrari              | 102    |
| 2    | Mercedes             | 99     |
| 3    | Red Bull-TAG Heuer   | 47     |
| 4    | Force India-Mercedes | 17     |
| 5    | Williams-Mercedes    | 16     |
| 6    | Toro Rosso-Renault   | 12     |
| 7    | Haas-Ferrari         | 8      |
| 8    | Renault              | 2      |

## Statistiques
Le Grand Prix de Bahreïn 2017 représente :
- la 1re pole position de Valtteri Bottas, pour son 80e départ en Grand Prix[11] ;
- la 44e victoire de sa carrière pour Sebastian Vettel[12] ;
- la 226e victoire pour Ferrari en tant que constructeur[13] ;
- la 227e victoire pour Ferrari en tant que motoriste[14].

Au cours de ce Grand Prix :
- Mercedes place une voiture en première ligne pour la 30e fois consécutive[15] ;
- Lewis Hamilton passe la barre des 2 300 points inscrits en Formule 1 (2308 points)[16] ;
- Lewis Hamilton, avec 107 podiums, dépasse Alain Prost et est désormais au deuxième rang de ce classement derrière Michael Schumacher (155 podiums)[17] ;
- Pascal Wehrlein, qui a manqué le début de saison à cause d'une blessure au dos après un accident au Marlins Park de Miami, dispute son premier Grand Prix au sein de l'écurie Sauber[18] ;
- Sebastian Vettel est élu « Pilote du jour » lors d'un vote organisé sur le site officiel de la Formule 1[19] ;
- Danny Sullivan (15 Grands Prix chez Tyrrell Racing en 1983, 2 points, vainqueur des 500 miles d'Indianapolis 1985 et champion CART en 1988) a été nommé par la FIA conseiller pour aider dans leurs jugements le groupe des commissaires de course[20].